# Fredda Hammar
Magdalena Fredrika (Fredda) Andrietta Hammar, född 28 april 1847 i Ölseruds socken, död 25 december 1927 i Stockholm, var en svensk lärare och missionspionjär. 
Hon var dotter till godsägare Petter Hammar och Anna Pettersson. Hon arbetade som guvernant och grundade 1882 en flickskola på Humlegårdsgatan 5 i Stockholm, som hon ledde till 1897. År 1894 bildade hon tillsammans med Anna Roos föreningen Kvinnliga Missionsarbetare (KMA) och blev dess ordförande. Föreningen hade från 1900 tolv verksamhetsområden, bland annat i Kina, Indien och Nordafrika. Hon ägnade sig särskilt åt mission bland samerna i Jämtland.